# Marcial Aguirre
Marcial Aguirre Lazcano (Vergara, 23 de noviembre de 1840-San Sebastián, 10 de mayo de 1900) fue un escultor español.

## Biografía
Nació en Vergara en 1843. Habría aprendido el arte de la escultura de su padre. A los veinte años, recibió una pensión de la Diputación de Guipúzcoa para ir a estudiar a Roma. Allí fue discípulo de Giuseppe Obici. Mientras tanto, preparaba para enviar a la Exposición Nacional de Bellas Artes de 1864 una estatua de un cazador, pero no la llegó a presentar.
En la de 1866, mereció ser premiado con una medalla de segunda clase por su estatua de San Ignacio, que figuró también en una exposición que se celebró en Vitoria al año siguiente. En la exposición de 1871 presentó Un jugador de morra, estatua de mármol.
Falleció en San Sebastián el 10 de mayo de 1900, a los 59 años.

## Obras

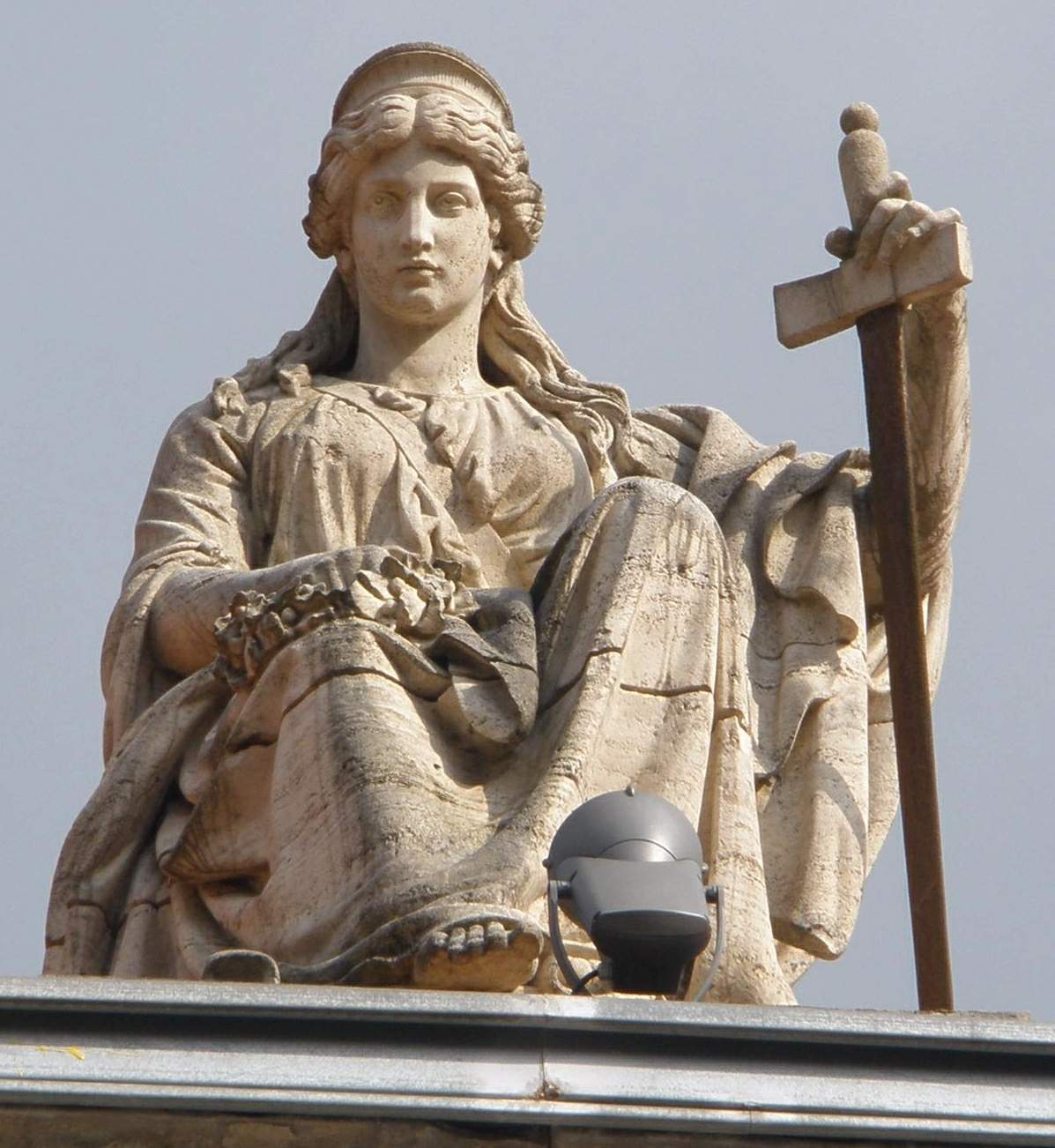
Escultura sita junto a los juzgados de Vergara, obra de Aguirre

Esta es una relación de algunas de las obras de las que fue autor:
- Cazador (c. 1864)[2]
- San Ignacio (c. 1866)
- Jugador de pelota (c. 1866)
- Estatua de San Ignacio de Loyola (1867-1868)
- Gladiatore morente (1869)
- Alegoría de la Justicia (1870)
- San Luis Gonzaga (c. 1870)
- Jugador de morra (1871)[2]
- Busto del Conde de Peñaflorida (1873)
- Busto del pintor Johann Michael Wittmer (c. 1875)
- Busto de Elena Koch (c. 1875)
- Bustos y decoración de la fachada del Palacio Provincial de Guipúzcoa (1882-1883)
- Estatua de Cosme de Churruca (1884)
- Bandidos calabreses (1885)
- Estatua de Oquendo (1894)